# Grupoide (matemática)
Em matemática, grupoide é uma estrutura algébrica que consiste em um conjunto não-vazio com uma operação binária parcial, geralmente denotada pela concatenação, onde todo elemento possui um inverso. Um grupoide é uma generalização da estrutura de grupo, e também representa uma categoria pequena em que todos os morfismos são invertíveis.

## Definição
Um grupoide pode ser definido a partir da teoria das categorias ou de forma axiomática.
Na teoria das categorias, um grupoide é uma categoria pequena {\displaystyle {\mathcal {C}}} em que todo morfismo é invertível, isto é, é um isomorfismo. Isto é:
- A classe dos objetos {\displaystyle Obj_{\mathcal {C}}} e a classe dos morfismos {\displaystyle Mor_{\mathcal {C}}(A,B)} são conjuntos, para quaisquer {\displaystyle A,B\in Obj_{\mathcal {C}}}.
- Para todo {\displaystyle f\in Mor_{\mathcal {C}}(A,B)} existe {\displaystyle g\in Mor_{\mathcal {C}}(B,A)} tal que {\displaystyle f\circ g=Id_{B}} e {\displaystyle g\circ f=Id_{A}}, isto é, {\displaystyle g=f^{-1}}

Para a definição axiomática de grupoide, seja {\displaystyle G} um conjunto não-vazio munido de uma operação binária definida parcialmente . Dados {\displaystyle g,h\in G}, dizemos que existe {\displaystyle gh} se o produto estiver definido, e escrevemos {\displaystyle \exists gh}. Um elemento {\displaystyle e\in G} é dito identidade se {\displaystyle \exists eg} e {\displaystyle \exists ge} então {\displaystyle eg=g=ge}. Então {\displaystyle G} é um grupoide se satisfaz os seguintes axiomas:
- Para todo {\displaystyle g,h,l\in G}, {\displaystyle \exists g(hl)} se e somente se {\displaystyle \exists (gh)l} e, neste caso, são iguais;
- Para todo {\displaystyle g,h,l\in G}, {\displaystyle \exists g(hl)} se e somente se {\displaystyle \exists gh} e {\displaystyle \exists hl};
- Para cada {\displaystyle g\in G} existem (únicos) elementos {\displaystyle d(g),r(g)\in G}  tais que {\displaystyle gd(g)=g=r(g)g}. Estes elementos são, respectivamente, identidade domínio e identidade imagem de {\displaystyle g};
- Para cada {\displaystyle g\in G} existe um (único) elemento {\displaystyle g^{-1}\in G} tal que {\displaystyle g^{-1}g=d(g)} e {\displaystyle gg^{-1}=r(g)}.

Observe que podemos identificar um elemento {\displaystyle g\in G} com um morfismo {\displaystyle g\in Mor_{\mathcal {C}}(A,B)} e, neste caso, {\displaystyle d(g)} e {\displaystyle r(g)} correspondem aos morfismos identidade do domínio e da imagem de {\displaystyle g}. É comum que, neste caso, identifiquemos um objeto {\displaystyle A} com o seu morfismo identidade {\displaystyle Id_{A}}.

## Exemplos
O conjunto das matrizes quadradas de ordem {\displaystyle n} com entradas reais {\displaystyle M_{n}(\mathbb {R} )} é um grupo abeliano com a operação de adição. A união dos grupos {\displaystyle \bigcup _{n=1}^{\infty }M_{n}(\mathbb {R} )} é um grupoide, e a soma está definida apenas para matrizes de mesma ordem. Podemos estender este exemplo para matrizes retangulares, também.